# Saków
Saków – wieś w Polsce położona w województwie łódzkim, w powiecie poddębickim, w gminie Wartkowice.
| SIMC    | Nazwa     | Rodzaj    |
| ------- | --------- | --------- |
| 0716773 | Pastwiska | część wsi |

W latach 1975–1998 miejscowość administracyjnie należała do województwa sieradzkiego.